# Ampil Tek
Ampil Tek è uno degli otto comuni che fanno parte del Kampong Tralach District, nella zona sud-est della provincia di Kampong Chhnang (Cambogia centrale).
Il comune è composto da una zona ricompresa tra due grandi rami del fiume Tonle Sap (lunga circa 12–15 km e larga 4–5 km) e da un'altra posta oltre il fiume, al confine con la provincia di Kampong Cham. La porzione di comune posta all'interno delle anse del fiume è isolata dalla terraferma per tutto l'anno e gli unici collegamenti possibili sono tramite piccole imbarcazioni a motore.
Nella stagione delle piogge, gran parte di questa zona viene sommersa, quindi di fatto non è facile stabilire l'esatto limite tra fiume e zone allagate.
I centri principali del comune sono i villaggi di Bak Phnom, Kla Kruhem, Veal Sbao e Khean Klang. Il numero dei residenti di questi villaggi si aggira sulle 5.000 unità.
La popolazione è estremamente povera, visto l'isolamento e le scarse possibilità di lavoro. Le uniche attività possibili sono la coltivazione del riso, la pesca nel fiume e l'allevamento di qualche animale domestico. Non esiste elettricità né acqua potabile. Le condizioni di vita sono estremamente severe. Il tasso di mortalità infantile è fra i più elevati della nazione. L'analfabetismo fra gli adulti è diffuso. Per questo, nella zona sono attive alcune Onlus, tra cui l'italiana Apsara Onlus.